# Музей археології НІКЗ «Чигирин»
Музей археології входить до складу Національного історико-культурного заповідника «Чигирин».

## Історія музею
Археологічний музей розташований в одному із найстаріших будинків міста — пам'ятки архітектури місцевого значення кінця ХІХ — початку XX ст. В 1930-70-х роках в будинку розміщувалися різні установи. У 1980 р. у приміщенні було відкрито Чигиринський краєзнавчий музей, який у 1989 році увійшов до складу НІКЗ «Чигирин». 2004 року було проведено ремонтно-реставраційні роботи, і в грудні 2005 року відкрито експозицію археологічного музею, яка охоплює період від кам'яної доби до доби Київської Русі.

## Експозиція
В чотирьох експозиційних залах зберігається понад 600 унікальних експонатів доби неоліту, енеоліту, бронзової та ранньої залізної доби.
Вітрини музею вміщують колекції із відомих археологічних пам'яток краю: нео-енеолітичного поселення Молюхов Бугор, Суботівського чорноліського городища, Мотронинського городища скіфського часу, поселень зарубинецької, пеньківської, Лука-Райківецької культур. Експозиція розкриває історію досліджень, доводить необхідність охорони і збереження археологічної спадщини краю в інтересах національно — культурного відродження України. Завдяки співпраці з археологами, працівниками митної служби, колекціонерами, шкільною молоддю музей археології продовжує поповнюватися раритетними знахідками.
В музеї організовуються тимчасові виставки, зустрічі з відомими археологами, проводять тематичні заняття для учнівської та студентської молоді, діє кінолекторій.

## Галерея

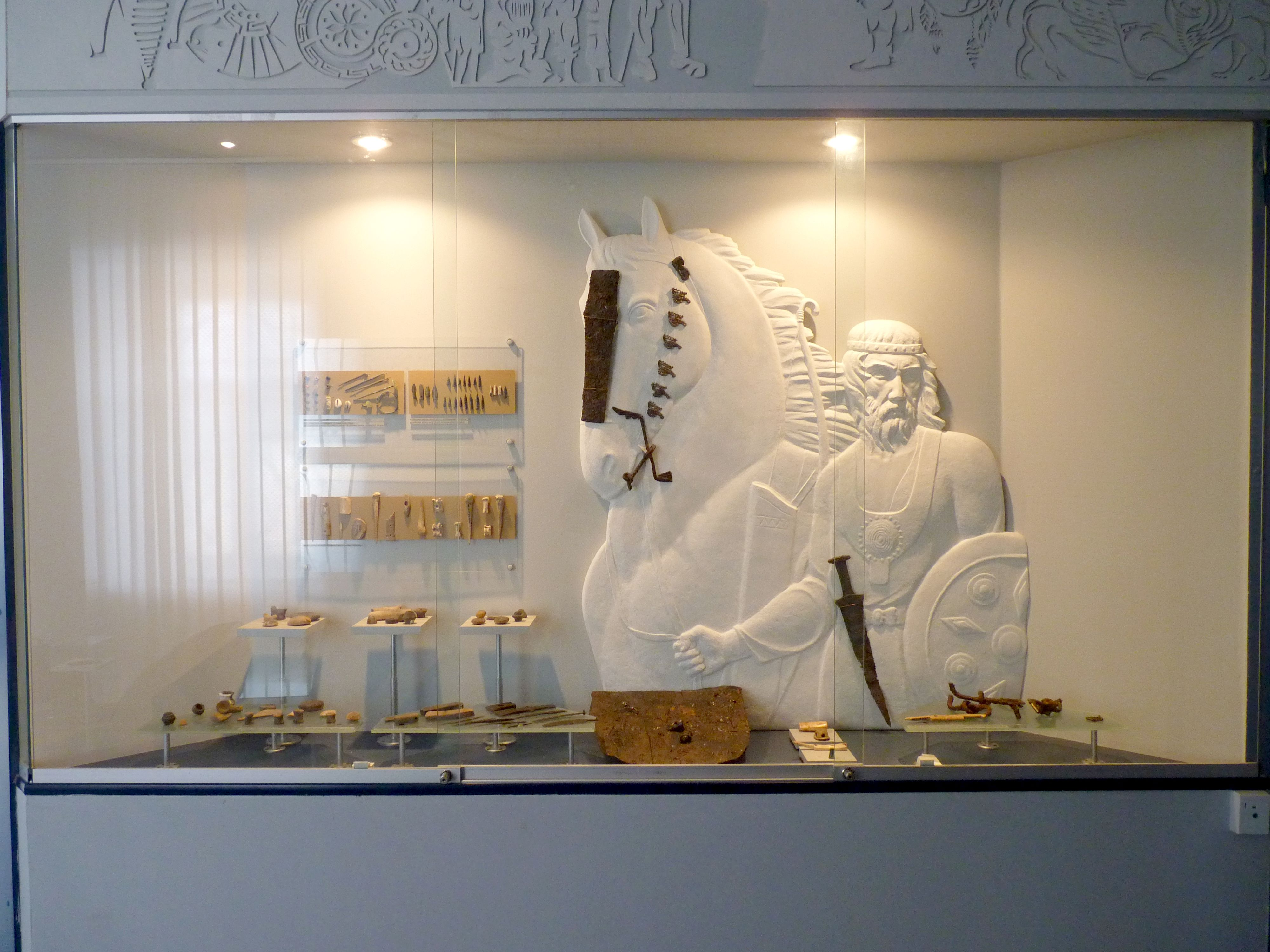
III зал. Скіфська доба. Мотронинське городище
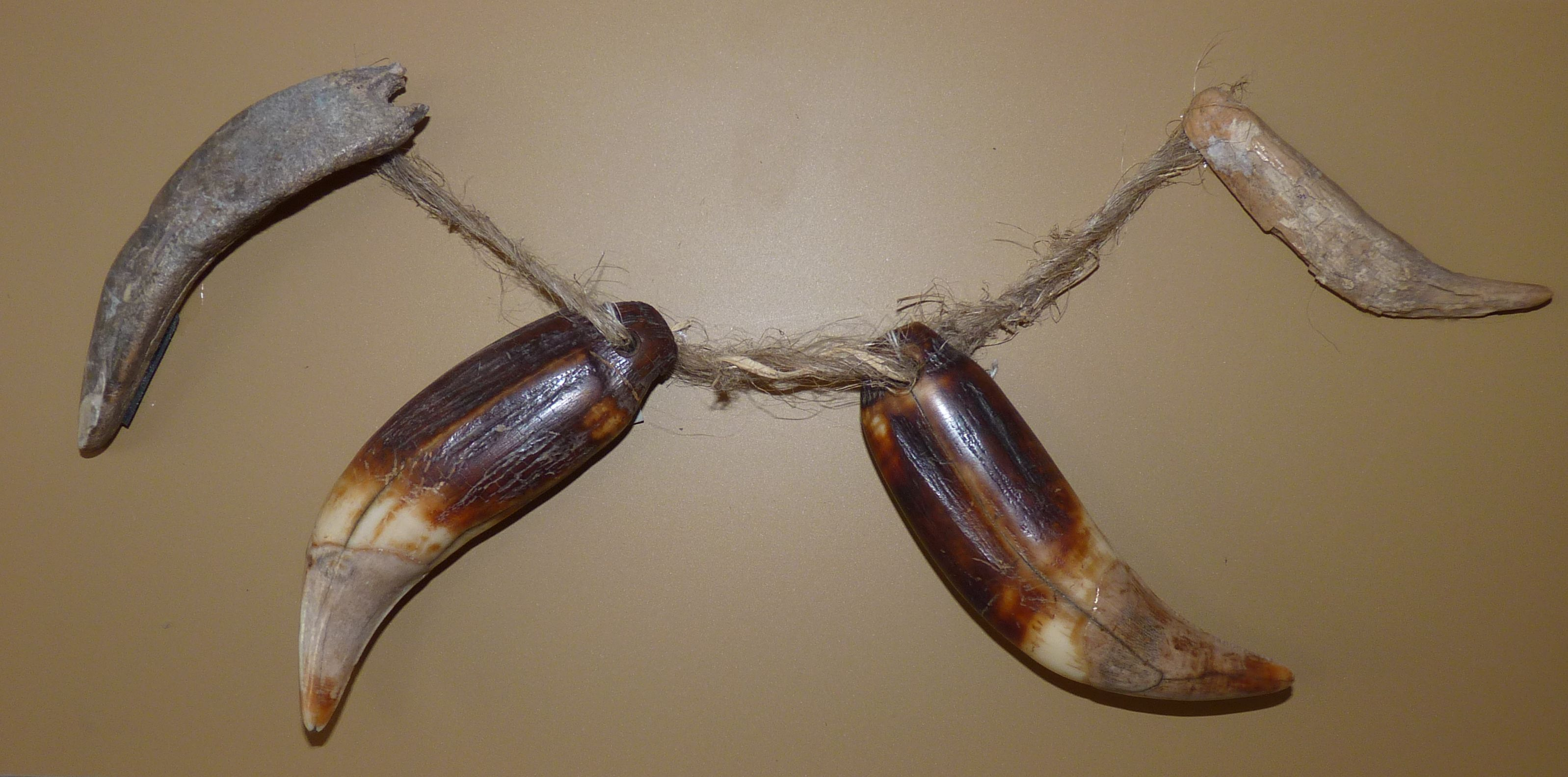
Амулет. Енеоліт. Молюхів Бугор
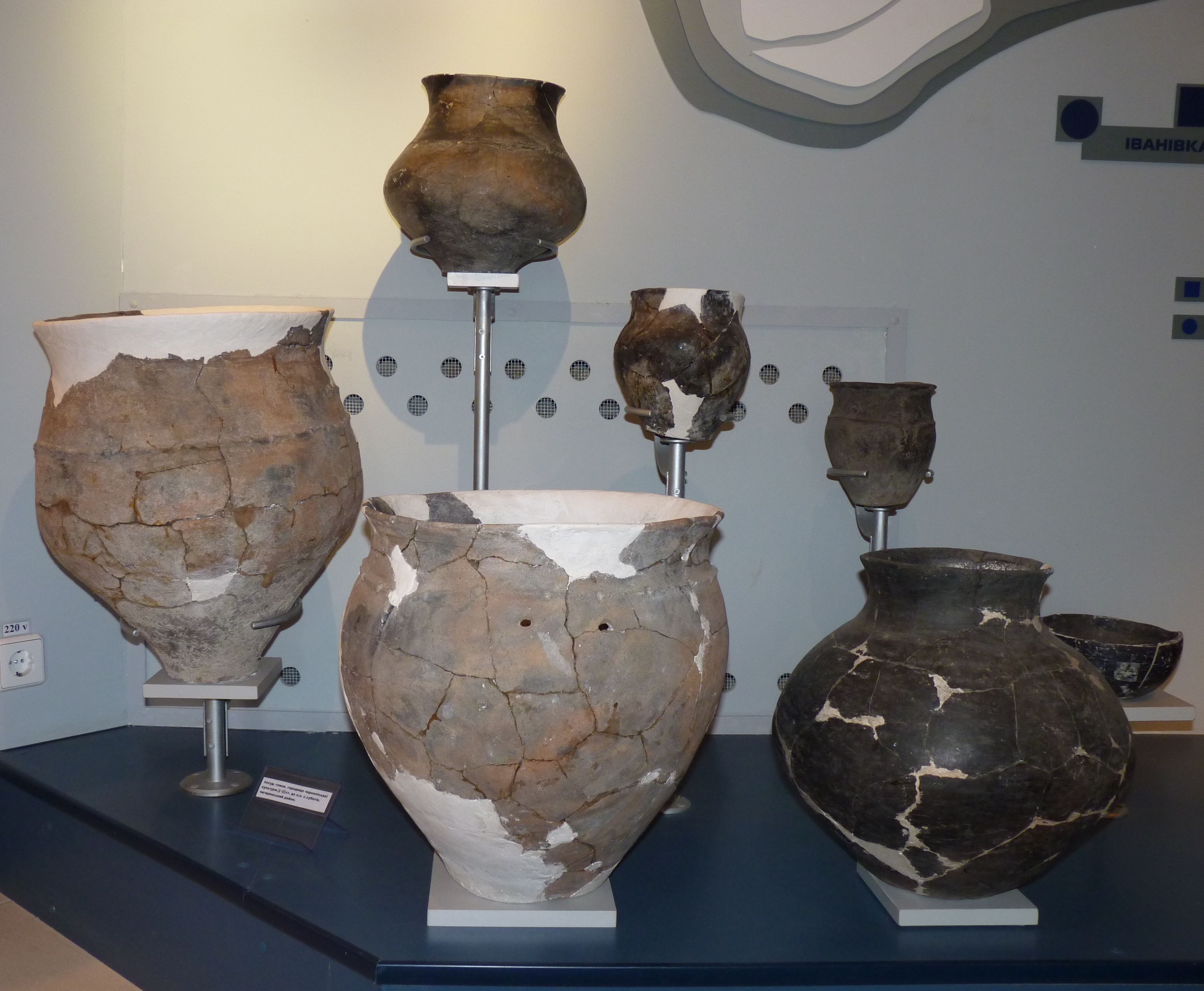
Глиняний посуд. Чорноліська культура. Суботівське городище
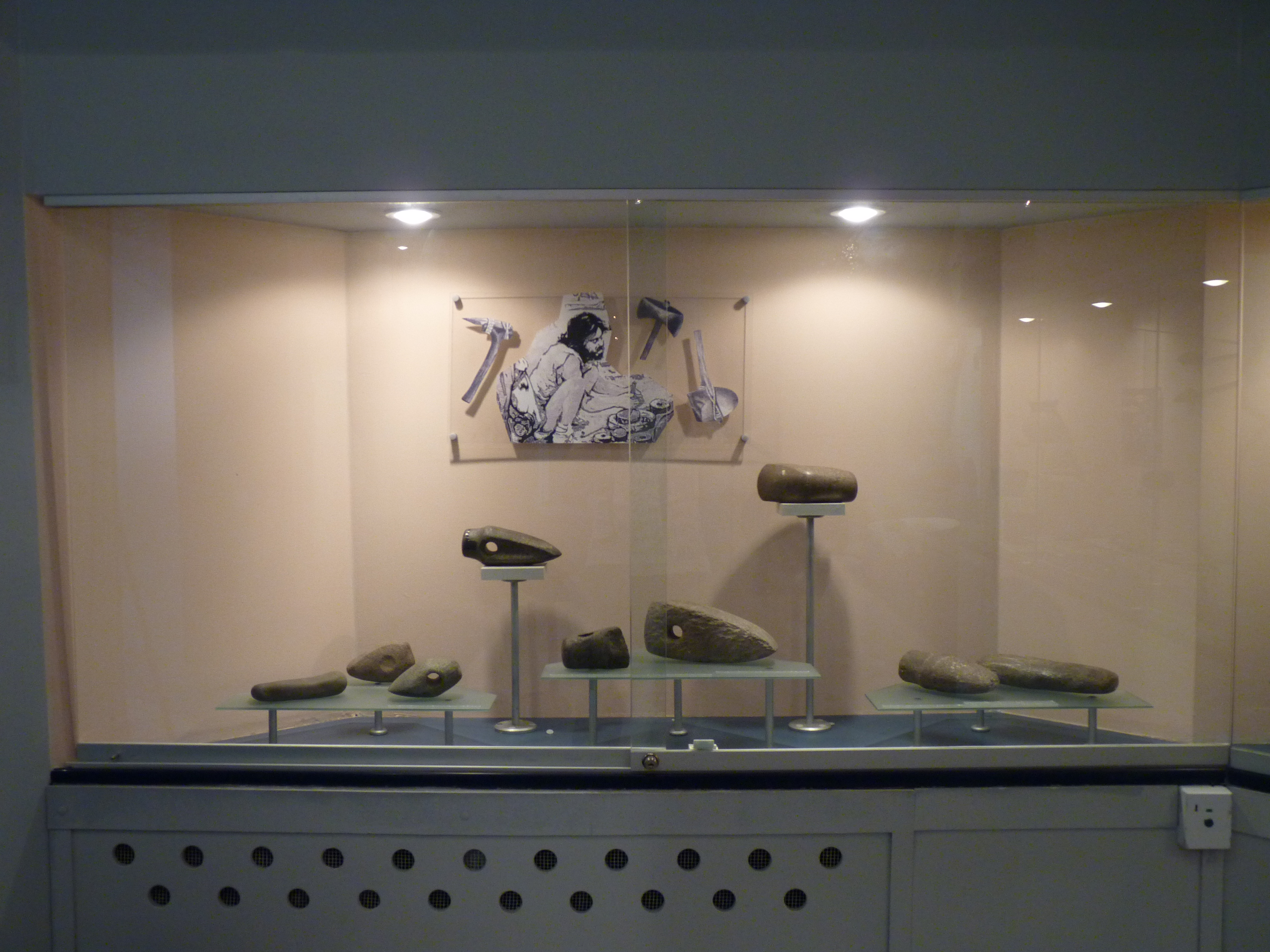
II зал. Кам'яні сокири
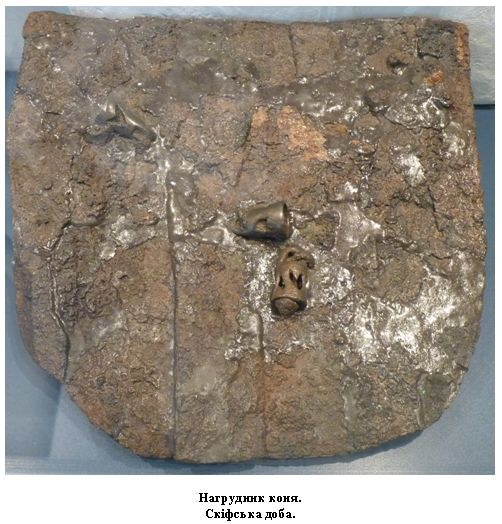
Нагрудник коня. Скіфська доба
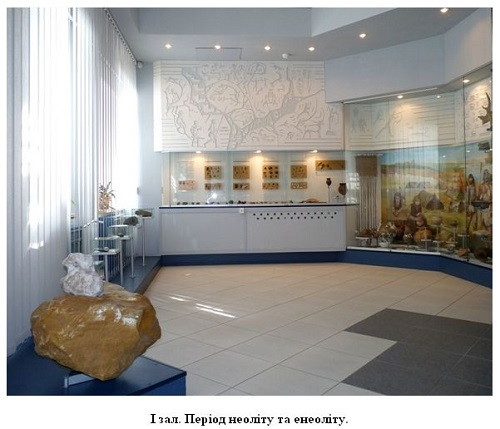
І зал. Період неоліту та енеоліту